# Curculio nucum
El gorgojo de la nuez (Curculio nucum) es una especie de coleóptero polífago de la familia Curculionidae de unos 6 a 9 mm que ataca al avellano. La larva se desarrolla en el fruto y, ocasionalmente, puede alimentarse de otras especies. Puede provocar la caída prematura del fruto, o bien el vaciado del mismo (en este caso se podrá observar el agujero de salida). El medio de control son químicos, aplicado entre los meses de mayo a junio, en áreas boreales de Europa, desde el sur de Suecia, Finlandia y Gran Bretaña hasta el Mediterráneo.

## Descripción

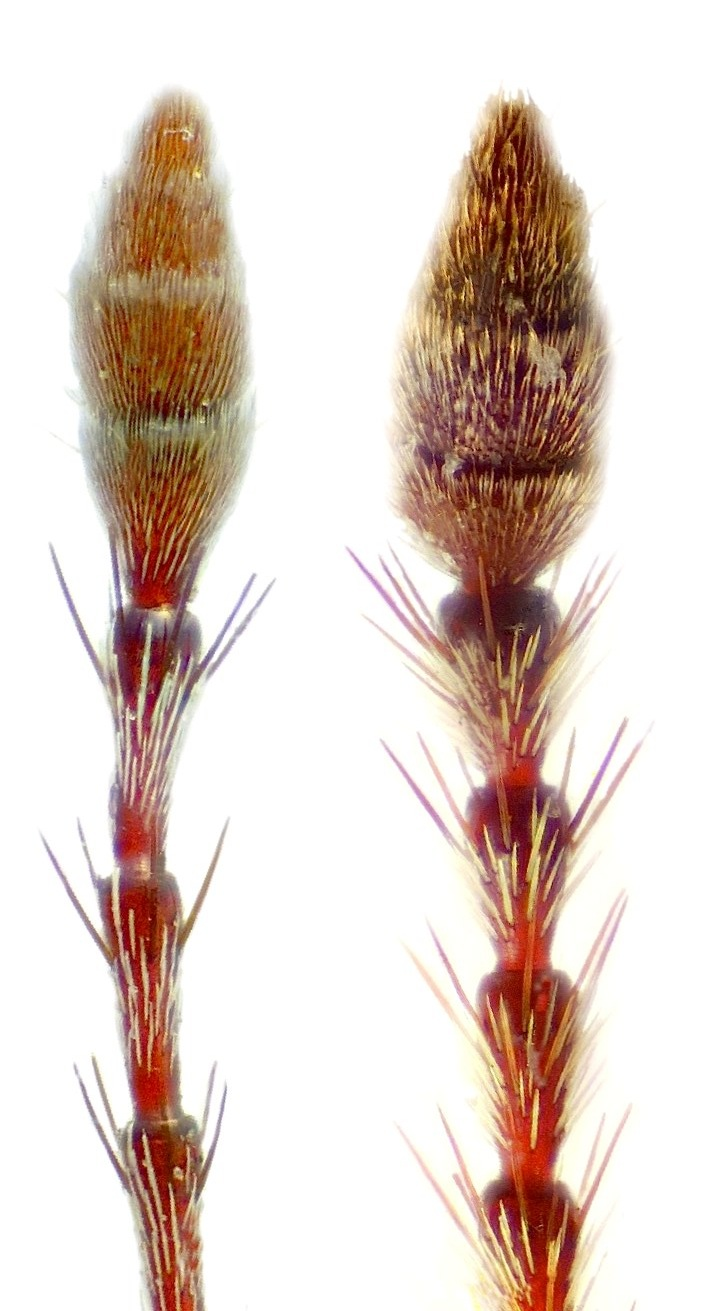
Diferencias en las antenas de Curculio glandium (izquierda) y C. nucum

Este gorgojo alcanza tamaños de 6 a 8.5 mm. El rostro de la hembra es tan largo como el resto del cuerpo, con la punta rojiza, mientras el rostro del macho es 1/3 más corto. El cuerpo es usualmente de color marrón claro, similar al color de avellanas maduras.
Esta especie se confunde frecuentemente con otro gorgojo del mismo género, Curculio glandium, el cual vive en robles. Se diferencian en algunos detalles morfológicos. En Curculio nucum los segmentos del flagelo antenal son más anchos y están cubiertos con pelos semi-erectos, los cuales están adpresos en C. glandium.
Curculio nucum es considerada como una especie cercanamente relacionada con C. glandium y C. undulatus, por lo que se agrupa con éstas en el clado "glandium". C. cameliae, una especie de Japón, también se relaciona a este grupo. Otras especies similares que se encuentran en robles de Europa, tales como Curculio pellitus,C. venosus y C. elephas, se agrupan en el clado "elephas". Las especies del clado "elephas" poseen élitros convexos y un indumento denso que esconde la línea del primer segmento ventral, mientras que los gorgojos del clado "glandium" tienen élitros aplanados y el primer segmento ventral claramente visible a través de escamas dispersas.
La tribu Curculionini, a la que pertenecen estas especies, difiere de otros gorgojos y escarabajos en general en poseer mandíbulas en forma de cono que se mueven verticalmente en vez de horizontalmente.

## Ciclo de vida

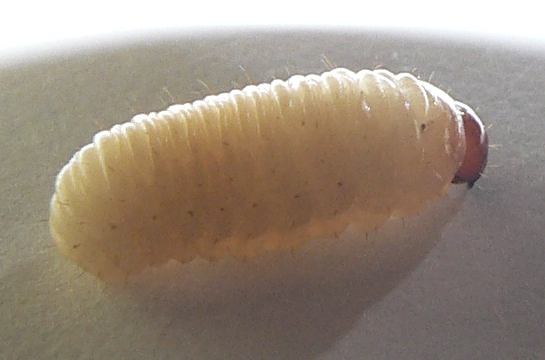
Larva de Curculio nucum

Curculio nucum  tiene un ciclo de vida que dura aproximadamente dos años. Los adultos emergen del suelo en primavera, donde hibernaron. Se alimentan de brotes y hojas de avellano, y pueden encontrarse desde mayo hasta el final de agosto. Las hembras ponen los huevos en avellanas maduras, dejando un solo huevo rico en yema por avellana, alrededor de finales de julio y comienzos de agosto. Una hembra es capaz de poner entre 20-30 huevos. Una semana después de la puesta la larva emerge, y comienza a alimentarse dentro de la avellana, donde pasa alrededor de un mes. A finales del verano, la larva madura abandona la nuez por un agujero y se entierra en el suelo donde construye una celda individual. Luego de hibernar, la mayoría de larvas permanecen en diapausa y realizan metamorfosis el siguiente verano. Los nuevos adultos hibernan en sus respectivos capullos pupales antes de emerger en la primavera del siguiente año.
Las hembras adultas son reproductivamente inmaduras al momento de emerger, y el desarrollo del ovario sólo ocurre uno o dos meses después, luego del período de alimentación. Un número pequeño de individuos retrasan la metamorfosis y pasan más de un invierno en el suelo. Este ciclo de vida alternativo confiere ciertos beneficios sobre el ciclo de vida anual, tales como sobrevivir malas condiciones ambientales o disponibilidad de alimento. Por otro lado, puede incrementar la exposición a depredadores, y constituye un proceso más costoso energéticamente que la diapausa larval.

## Infestación y control

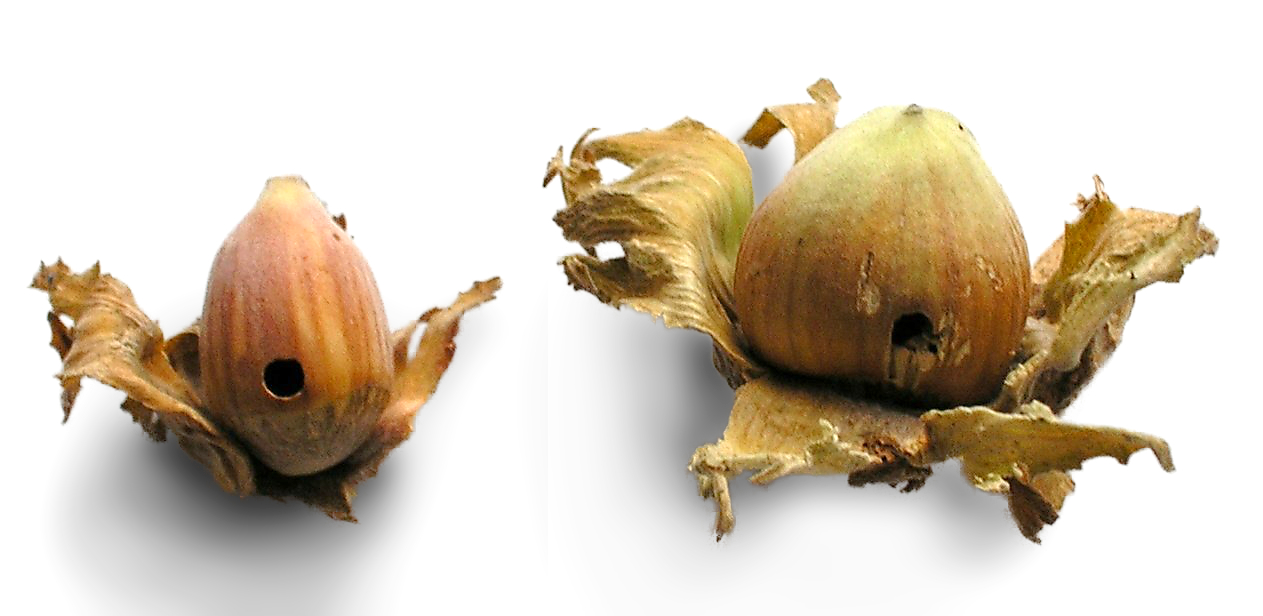
Avellanas con orificios de salida de la larva de Curculio nucum

Dentro de una avellana infestada, puede encontrarse una larva de color blanco/crema con cabeza marrón rodeada de excremento. Un hoyo en la cáscara de la nuez es signo de la salida de la larva, dejando a la nuez sustancialmente devorada.
El control básico de este gorgojo es rociar los huertos con insecticida (conteniendo por ejemplo metomilo, tiacloprida, deltametrina). Sin embargo, los países que producen la mayor cantidad de cosechas, tales como Turquía, Italia, Francia y España, están investigando métodos alternativos de control. Algunas investigaciones sugieren que pueden usarse nemátodos entomopatogénicos, tales como Heterorhabditis indica. Este nemátodo es mortal para las larvas maduras que habitan el suelo bajo el dosel arbóreo. El hongo Beauveria bassiana también puede ser un agente de control útil. Investigaciones en Italia probaron que este hongo, si se aplica a los suelos cuando las larvas comienzan a enterrarse, elimina casi todas estas.
De acuerdo a algunas investigaciones, el espesor de la cáscara de la nuez no se relaciona a la cantidad de daño que el gorgojo pueda ocasionar, pero aquellas nueces cuya cáscara se endurece rápidamente pueden resistir los ataques de gorgojos en cierta medida.